# Walter Block
Walter Block (ur. 1941) jest amerykańskim ekonomistą wolnorynkowym oraz anarchokapitalistą związanym ze szkołą austriacką.
Urodzony na Brooklynie (Nowy Jork). Jest doktorem ekonomii Uniwersytetu Columbia.

## Życie prywatne i edukacja
Walter Block urodził się w Nowym Jorku na Brooklynie w rodzinie żydowskich liberałów. Jego ojciec – Abraham Block – jest księgowym, zaś matka – Ruth Block – pracuje w kancelarii adwokackiej. Ukończył z wyróżnieniem Wydział Filozofii na Brooklyn College, gdzie był również członkiem uniwersyteckiej drużyny pływackiej. Tytuł doktora nauk ekonomicznych zdobył na Uniwersytecie Columbia. W sprawach wiary określa siebie jako „zdewociałego ateistę”.

## Przebieg kariery i ewolucja poglądów
Obecnie Walter Block jest pracownikiem naukowym Loyola University w Nowym Orleanie. Ponadto jest członkiem amerykańskiego think tanku Ludwig von Mises Institute. W latach 1979–1991 był starszym ekonomistą w kanadyjskim Fraser Institute. Regularnie pisze artykuły dla LewRockwell.com.
W młodości na poglądy Blocka największy wpływ miał egalitaryzm. W wywiadzie dla Austrian Economics Newsletter powiedział: W latach 50. i 60. byłem jednym z wielu komunistów żyjących wówczas na Brooklynie. Na zmianę jego poglądów w ogromnym stopniu miała wpływ Ayn Rand. Block poznał ją podczas jednego z jej gościnnych wykładów na Brooklyn College. Po latach wspominał:
W 1963 Ayn Rand przybyła z wykładem na Brooklyn College. Wybrałem się tam razem z trzema tysiącami innych studentów, aby ją wygwizdać, jako że była diabłem wcielonym. (...) Po wykładzie zdecydowałem się podejść do niej i osobiście wyrazić swoją dezaprobatę co do niej i jej poglądów.
Po wykładzie Block pojawił się na uroczystym obiedzie. Byli tam m.in. Ayn Rand, Nathaniel Branden i Leonard Peikoff. Dyskutowano tam głównie na tematy gospodarcze. Block bardzo gorliwie bronił tezy, że socjalizm jest lepszym systemem ekonomicznym od kapitalizmu. W pewnym momencie Nathaniel Branden poprosił go do części stołu, gdzie siedział razem z Rand i Peikoffem. Cała trójka wspólnie zaczęła mu przedstawiać zalety wolności w sferze gospodarczej. Nie udało im się od razu przekonać młodego Blocka do swoich poglądów, jednak rozmowa z nimi i książki, które mu wówczas polecili zmieniły jego sposób pojmowania spraw ekonomicznych.
Osobą, która ostatecznie przekonała go do idei libertariańskiej, był Murray Rothbard.
Gdy poznałem Murraya, niewiele czasu zajęło mu nawrócenie mnie na właściwą drogę (...) byłem w 90 procentach przekonany do idei leseferystycznego anarchokapitalizmu. Wszystko czego potrzebowałem to lekkie nakierowanie mnie na właściwe tory. Murray popchnął mnie w kierunku, w którym zmierzałem już od dłuższego czasu.
Block w swoich pracach bardzo często wymienia również Henry’ego Hazlitta, Waltera Grindera, Benjamina Kleina i Jerry’ego Woloza jako osoby, które wpłynęły na jego poglądy. Książka, która miała największy udział w ukształtowaniu jego światopoglądu to Ludzkie działanie Ludwiga von Misesa.

## Defending the Undefendable
Jego najbardziej znana publikacja naukowa nosi tytuł Defending the Undefendable. Walter Block w bardzo ciekawy sposób broni w niej zasad wolnego rynku i ogólnie pojętej wolności. Przywołuje do tego przykłady zawodów potępianych wśród społeczeństwa, które według niego nikomu nie szkodzą (jak prostytucja czy lichwiarstwo). Block zauważa, że ich wykonywanie nie wyrządza nikomu krzywdy, dlatego też z punktu widzenia prawa i ekonomii nie zasługują one na potępienie. Jego zdaniem każdy korzysta z ich usług dobrowolnie, dlatego delegalizacja tych zajęć przynosi społeczeństwu straty. Książka została wydana w 6 językach (chińskim, holenderskim, francuskim, portugalskim, rumuńskim i włoskim). Znany amerykański dziennikarz telewizyjny, John Stossel, powiedział o niej: Otworzyła moje oczy na piękno libertarianizmu. Tłumaczy, że tak wiele z tego, co jest uważane za złe, złym nie jest.

## Wolny Stan
17 lutego 2006 r. Dr. Walter Block oficjalnie udzielił swojego poparcia Projektowi Wolnego Stanu (ang. Free State Project). Jest to ruch działający na rzecz uczynienia ze stanu New Hampshire centrum amerykańskiego ruchu wolnościowego. Zwolennicy idei libertariańskich masowo się tam przeprowadzają. Swoją decyzję argumentował w następujący sposób:
Wykonujecie naprawdę fantastyczną pracę. Projekt FSP jest jednym z najbardziej błyskotliwych i praktycznych pomysłów promujących ideę wolności, jakie powstały w ciągu ostatnich kilkudziesięciu lat. Obyście osiągnęli sukces, który przerośnie wasze najśmielsze oczekiwania i oby ten sukces stanowił kolejny namacalny dowód korzyści, jakie przynosi prawdziwa wolność.

## Wybrane publikacje
- Defending the Undefendable (1976), ISBN 0-930073-05-3.
- A Response to the Framework Document for Amending the Combines Investigation Act (1982)
- Focus on Economics and the Canadian Bishops (1983)
- The U.S. Bishops and Their Critics: An Economic and Ethical Perspective (1986)
- Lexicon of Economic Thought (wspólnie z Michaelem A. Walkerem; 1988)
- The Privatization of Roads and Highways: Human and Economic Factors (2006)